# 静岡県草薙総合運動場球技場
静岡県草薙総合運動場球技場（しずおかけん・くさなぎそうごううんどうじょう・きゅうぎじょう）は、静岡県静岡市駿河区の静岡県草薙総合運動場内にある球技場。サッカー、ラグビーなどで使用される。施設は静岡県が所有し、東京ドーム・東急・静鉄共同事業体（代表団体：東京ドーム）が指定管理者として運営管理を行っている。

## 概要
1957年（昭和32年）の第12回国民体育大会（静岡国体）の開催に備えて建設された。現在は全国高等学校サッカー選手権大会静岡県大会や静岡県サッカー選手権大会などで使用されている。

## 施設概要
- 収容人員：12,000人（メインスタンド 4,000人、バックスタンド 7,000人、芝生スタンド 1,000人）
- ピッチサイズ　縦156m、横89m（ティフトン芝）
- 照明塔 4基
- スコアボードは手書きパネル式。